# Jean-Baptiste Maunier
Jean-Baptiste Maunier (22. prosinec 1990 Brignoles) je francouzský herec a zpěvák.

## Život
Maunier se narodil 22. 12. 1990 ve městě Bingnoles. Jeho otec zpívá v dobře známém kostelním sboru Les Petits Chanteurs de Saint-Marc, Jean-Bapt (jak si nechává říkat) se inspiroval svým otcem. Maunier navštěvoval soukromou katolickou školu v Lyonu, ve Francii. Poté šel studovat na Lee Strasberg Institute v New Yorku. Má o pět let mladšího bratra Benjamina.

## Kariéra
Maunier získal slávu v roce 2004 po natáčení filmu Slavíci v kleci (Les choristes). V něm hraje Pierra Morhange, chlapce s výjimečným hlasem, pobývajícího v nápravné škole Fond de L'Étang. Christophe Barratier, režisér Les Choristes, vybral Mauniera proto, že "měl opravdu vzhled" a skvělý hlas. Po uvedení filmu Maunier a sbor procestovali celý svět. V únor 2005 musel opustit sbor, aby se mohl věnovat studiu.
V dubnu a srpnu 2005 se účastnil čtyř epizod filmu Le cri, kde hraje mladého dělníka v ocelárně.
Maunier objeví film Le Grand Meaulnes, režíruje ho Jean-Daniel Verhaeghe. Maunier hraje Francoise Seurela v tomto filmu, který byl poprvé vydán v říjnu 2006.
V filmu Piccola a Saxofon, což je animovaný film o hudebních nástrojích a o dobrodružství, Maunier propůjčil svůj hlas i charakter Saxofonu.
V létě roku 2006, Maunier hrál ve filmu Hellphone, režisér: James Huth. Maunier hraje Sida, fanouška hudební skupiny AC/DC, který zjistí, že má telefon s vynikajícími schopnostmi. Jeho poslední filmem je L'Auberge rouge, režisér: Gérard Krawczyk.
Jean-Baptiste po maturitě (mezi lety 2008 a 2009) studoval v New Yorku v Lee Strasberg Institutu.

## Pěvecká kariéra
V šesté třídě základní školy byl vyzván, aby si vybral, čemu by se chtěl věnovat. Vybral si zpěv a stal se členem sboru Les Petits Chanteurs de Saint-Marc (plný název je "La chorál des Petits enfants de Saint-Marc"). Ve sboru byl soprán a byl i sólistou. Bohužel po roce 2005 už neměl tak dobrý hlas. Stále zpívá, avšak už ne ve sboru. Spolupracuje s Les Enfoirés na jejich každoročních benefičních koncertech.

## Filmografie
- Les choristes
- Le cri
- Pikola a saxofon
- Kouzelné dobrodružství
- Hellphonne
- La lettre de chlap moquet
- L'auberge Rouge
- Louis la Chance
- Perfect Baby
- Merlin
- Le bruit d'un cœur qui tremble
- Mes chers disparus!